# Ашкадар (песня)
«Ашкада́р» (баш. МФА: Ашҡаҙаро файле) — башкирская народная песня узун-кюй, традиционно исполняемая в сопровождении курая. Известное произведение народной музыкально-поэтической классики башкир.

## Описание
В основе сюжета — события, связанные с гибелью на охоте любимого мужа, в память о котором жена и слагает песню.
Текст и мелодия впервые записаны в 1894 году от Абдрахмана Давлетова в ауле Юлук Орского уезда Оренбургской губернии С. Г. Рыбаковым и опубликованы в его книге «Музыка и песни уральских мусульман с очерком их быта» (СПб., 1897).
Легенда песни записана и опубликована также Габдуллы Тукаем в его книге «Народная литература» на татарском языке, опубликованной в Казани в 1910 году.
Сэсэн Мухаметша Бурангулов в 1915 году в журнале «Шура́» опубликовал рукописный вариант легенды и текста песни, оставшихся от ахуна по имени Гумер. В 1917 году Бурангулов создал одноименную пьесу.
В последующие годы Х. Ф. Ахметовым, Л. Н. Лебединским, И. В. Салтыковым, Г. З. Сулеймановым были записаны и изданы ещё несколько вариантов песни и предания.
«Ашкадар», будучи весьма популярным произведений башкирского народного творчества, входит в репертуар многих профессиональных исполнителей как Р. С Ахмадеева, Ф. А. Кильдиярова, А. С. Шаймуратова и др.
Обработки песни осуществлены Х. Ш. Заимовым (в 1949 году), Р. А. Муртазиным для голоса и фортепиано, К. Ю. Рахимовым для симфонического оркестра.
В 1941 году А. А. Эйхенвальд написал одноимённую оперу по либретто Мухаметши Бурангулова.